# Wijfjesvarenfamilie
De wijfjesvarenfamilie (Athyriaceae) is een familie van varens met vijf geslachten.
In België en Nederland komt één soort, de wijfjesvaren (Athyrium filix-femina), uit deze familie voor.

## Naamgeving
- Synoniem: Woodsiaceae (Diels) Herter, (1949)

## Kenmerken

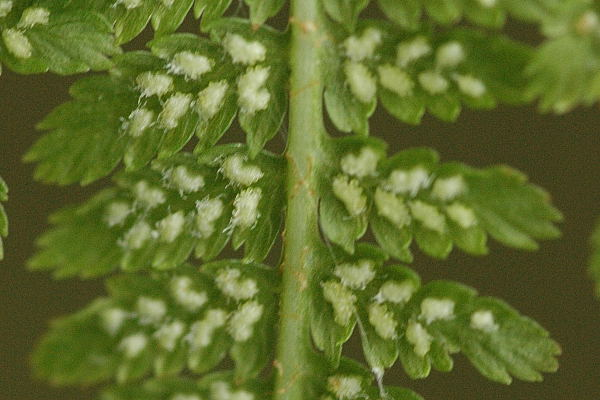
Vruchtbaar blad overdekt met rijpe sporenhoopje bij de wijfjesvaren (Athyrium filix-femina)

Wijfjesvarens zijn overwegend terrestrische planten met rechtopstaande of kruipende, beschubde rizomen, de bladen verspreid of gebundeld. De bladsteel omvat twee vaatbundels die naar de top tot samensmelten tot één U- of sikkelvormige bundel. De fertiele en steriele bladen zijn gelijkvormig. De sporenhoopjes dragen al dan niet een dekvliesje.

## Habitaten verspreiding
De wijfjesvarenfamilie is een familie met een kosmopolitische verspreiding, ze zijn over de hele wereld te vinden. Het zijn voornamelijk terrestrische planten, enkele zijn lithofytisch.

## Taxonomie
Er bestond in het verleden nogal wat onenigheid over de juiste wetenschappelijke naam voor deze familie. Alhoewel Woodsiaceae de oudste naam is (1949) en dus in principe voorrang heeft op Athyriaceae (1956), wordt in de 23e druk van de Heukels toch deze laatste als geldige naam opgegeven.
In de taxonomische beschrijving van Smith et al. (2006) omvatten de Athyriaceae ook de geslachten Acystopteris, Cystoathyrium, Cystopteris en Gymnocarpium.
Later onderzoek door Schuettpelz & Pryer (2007), Lehtonen et al. (2011) en Christenhusz et al. (2011) leidde er echter toe dat de familie nu wordt opgesplitst in verschillende kleinere families, zoals de Woodsiaceae s.s., Cystopteridaceae, Diplaziopsidaceae, Rhachidosoraceae en Hypodematiaceae

.
De familie in de meest recente beschrijving omvat nog 5 geslachten.

### Geslachtenlijst
- Geslachten:
  - Anisocampium (incl. Kuniwatsukia)  - Athyrium (incl. Pseudocystopteris)  - Cornopteris  - Deparia  - Diplazium

### Beschreven soorten
Van de wijfjesvarenfamilie worden de volgende soorten in detail beschreven:
- Geslacht: Athyrium
  - Soorten:
    - Athyrium distentifolium
    - Athyrium filix-femina (Wijfjesvaren)
    - Athyrium flexile
    - Athyrium niponicum
- Geslacht: Deparia
  - Soorten:
    - Deparia petersenii (Kunze) M. Kato (1977)
- Geslacht: Diplazium
  - Soorten:
    - Diplazium caudatum (Cav.) Jermy
    - Diplazium esculentum (Retz.) Sw. (1803)

## Afbeeldingen

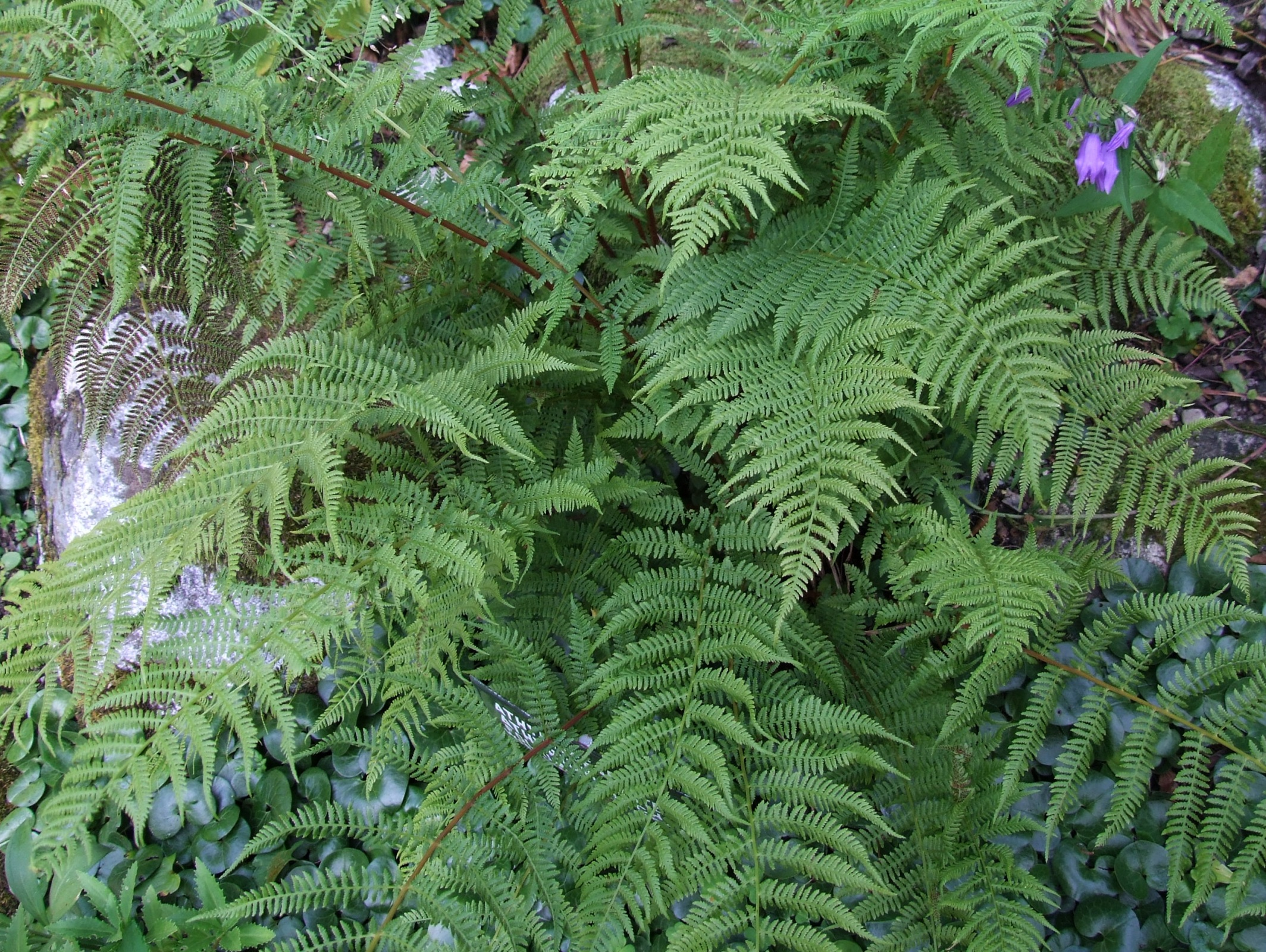
Athyrium distentifolium
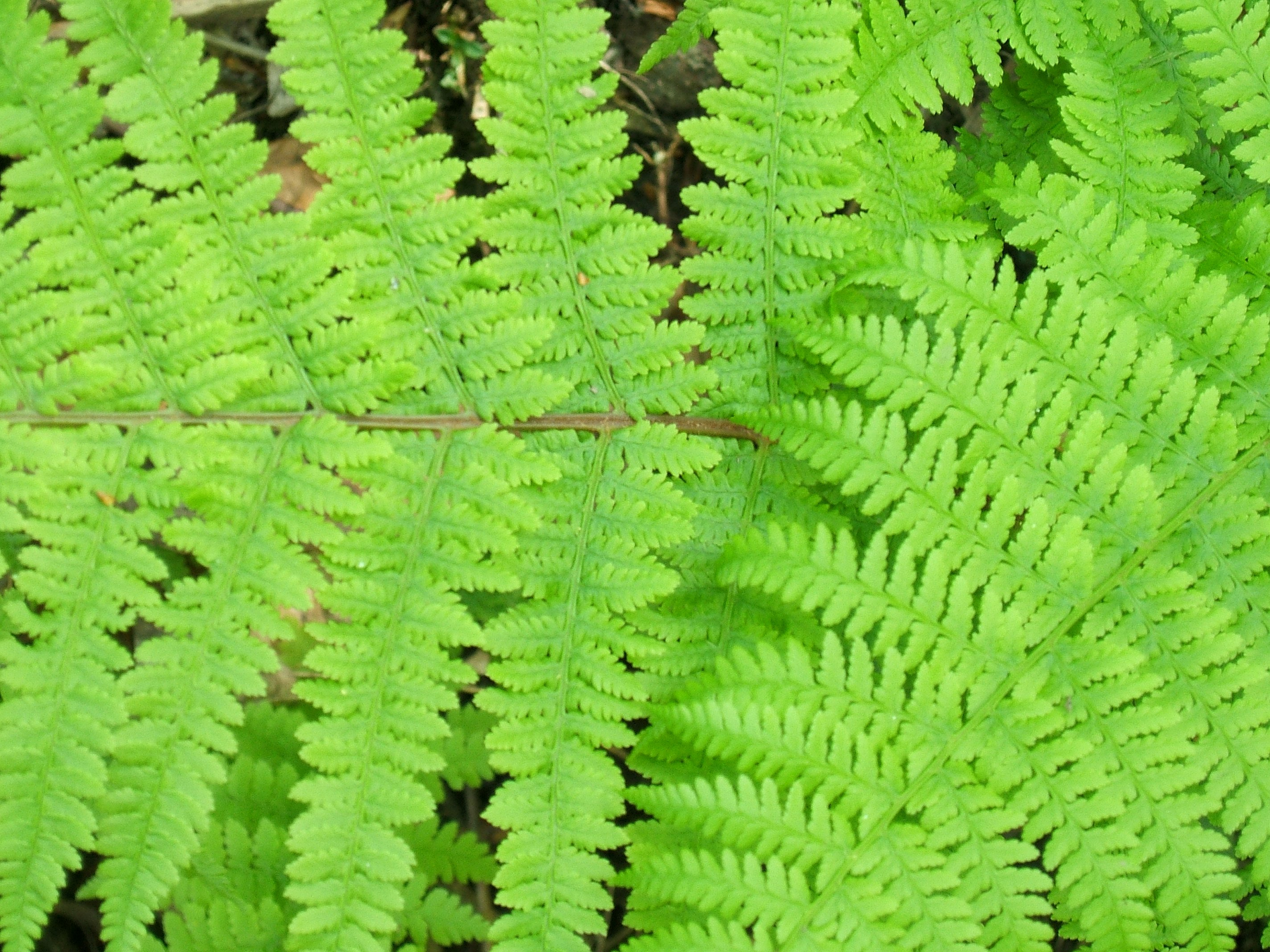
Athyrium filix-femina (Wijfjesvaren)
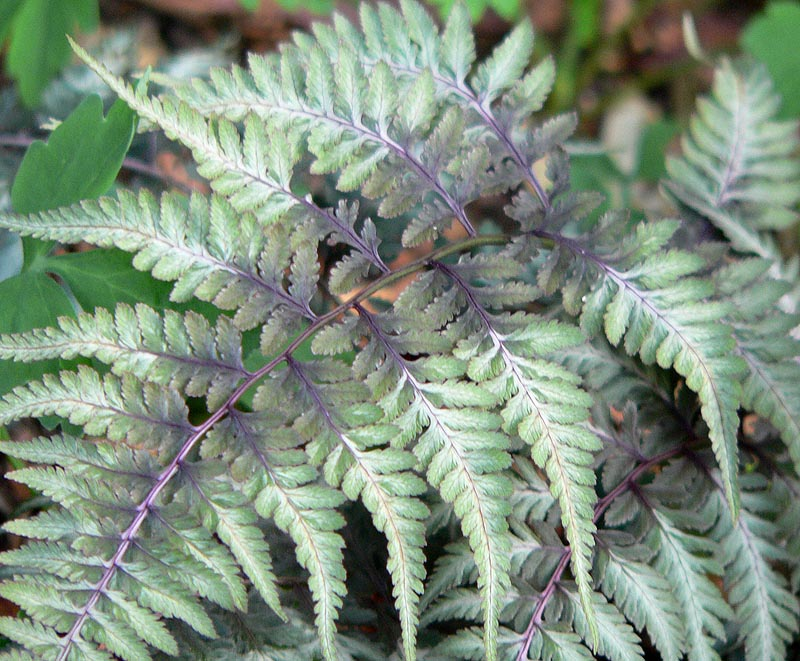
Athyrium niponicum
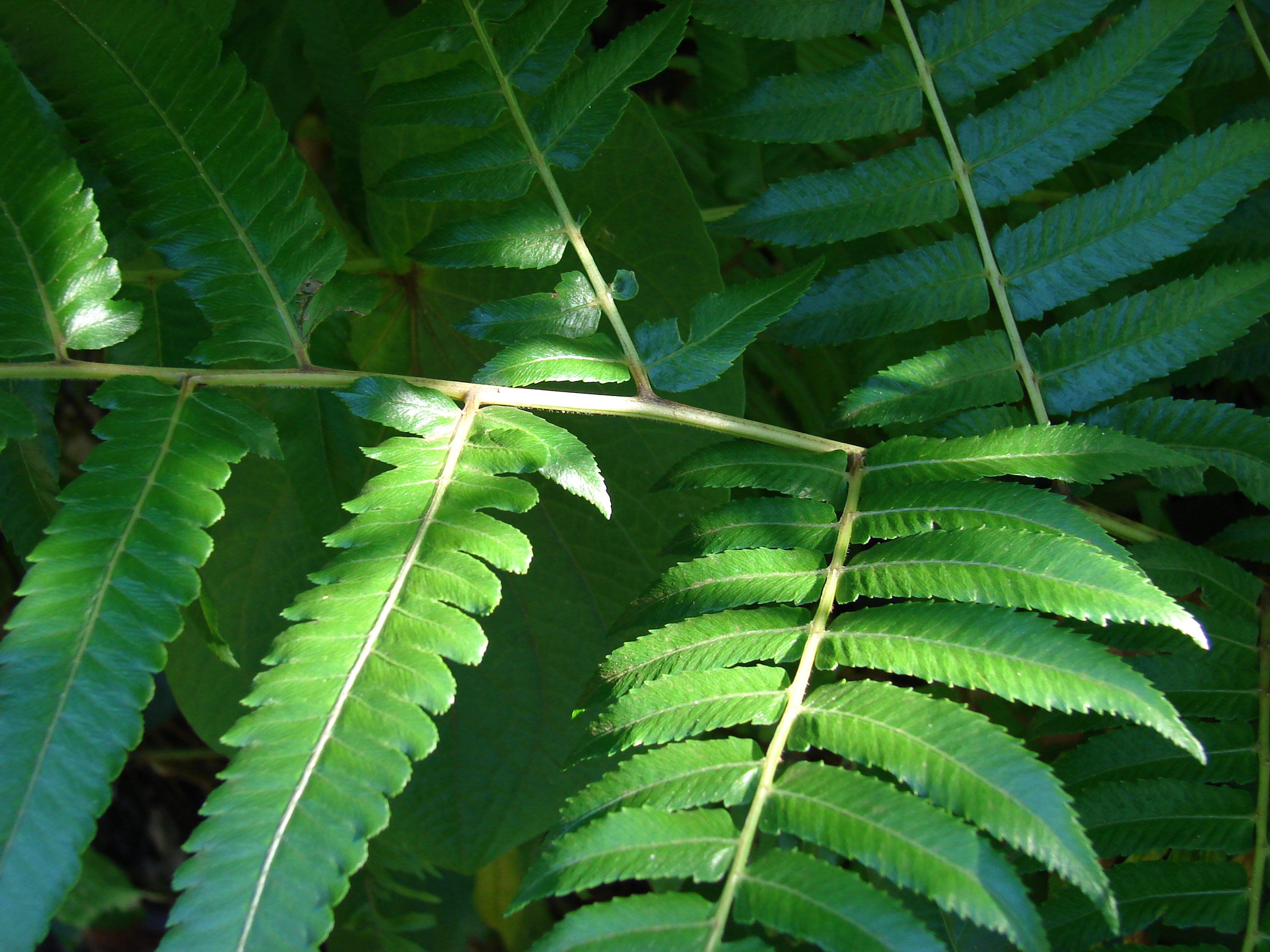
Diplazium esculentum

Anisocampium (incl. Kuniwatsukia) · Athyrium (incl. Pseudocystopteris) · Cornopteris · Deparia · Diplazium